# Severoatlantická oscilace
Severoatlantická oscilace (NAO, North Atlantic Oscillation) je komplexní klimatický jev v severní polovině Atlantského oceánu, vyplývající z kolísání velikosti azorské tlakové výše a islandské tlakové níže. Tyto tlakové útvary přímo ovlivňují sílu a směr západního proudění i výskyt bouřek v severním Atlantiku. Na rozdíl od El Niňo-Jižní Oscilace je NAO převážně atmosférický jev, který patří k nejdůležitějším činitelům ovlivňujícím především zimní počasí (listopad až duben) v Evropě, severní Africe a severovýchodní Americe.  NAO úzce souvisí s Arktickou oscilací (AO). U jevu NAO rozlišujeme dvě základní fáze:
Kladná / pozitivní (NAO+), když existuje nadprůměrný rozdíl mezi dotyčnými tlakovými útvary (islandská tlaková níže bývá hlubší než obvykle a azorská tlaková výše je silnější než obvykle). V těchto zimních obdobích v severní, západní a střední Evropě vanou silnější západní větry, které přinášejí mírnější teploty a více vlhkosti. Ve Skandinávii jsou navíc častější atlantické bouře, ve střední Evropě bývá na horách více sněhu ale s občasným oteplením. V jižní Evropě jsou zimy naopak chladnější a sušší.
Záporná / negativní (NAO-), je ve zmíněných regionech provázena přesně opačným počasím s tím, že slabší vliv západního proudění umožňuje navíc častější vpády arktického vzduchu do severní a střední Evropy a do posledně jmenované také občasné vpády suchého a studeného kontinentálního vzduchu. 
Příčiny NAO nejsou plně objasněné a výzkum pokračuje. Byly odhaleny dvě periody: cca 60 let a 18,6 roku.  NAO ve vztahu k Arktické oscilaci určují slapové jevy. Změny s periodou zhruba 60 let mohou souviset se Sluneční aktivitou. Také změna výstřenosti pohybu Jupitera s periodou zhruba 60 let může pomocí prachu a meteoritů modulovat s danou periodou klima na Zemi.
NAO byla objevena v roce 1920 Gilbertem Walkerem. Podobně jako jev El Niño v Pacifiku je NAO jedním z nejdůležitějších řídících prvků klimatických změn v severním Atlantiku, Evropě, Středozemním moři
a v severních částech střední Asie. Zejména v listopadu a dubnu vysvětluje hodně ze změn atmosférických poruch v Severním Atlantiku a následkem toho změn rychlostí a směrů větru, teploty a distribuce vlhkosti (v regionu) a intensitu, počet a dráhu bouří. Rozhoduje o tom, zda zimní bouře procházejí přes severní Evropu nebo jižněji přes Středozemní moře. Některé projevy ale ještě nejsou zcela vysvětleny, například proč jsou fáze změn NAO obráceny od počátku 80. let s následnými dalekosáhlými změnami v počasí Severního Atlantiku a Evropy, což lze těžko oddělit od antropogenních efektů.